# Atze Kerkhof
Atze Kerkhof (Ulrum, 26 februari 1987) is een Nederlands professioneel simrace-coureur. Naast zijn simrace-carrière traint en coacht hij professionele autocoureurs uit de Formule 1 tot aan de Formule 4 en is hij medeoprichter van een simulatorcentrum in Kerkrade waar ook beginnelingen en liefhebbers van de autosport in een professionele simulator kunnen racen. Tevens werkte hij voor het raceteam MP Motorsport in de klasse Formule 4. Hier werkte hij als engineer. In 2021 werd bekendgemaakt dat Atze een nieuwe functie heeft als Driver Performance Consultant bij het F1 team van Alfa Romeo (Formule 1). Hier zal hij zich focussen op het rijgedeelte van de coureurs en hun hierbij coachen.

## Shorttrack
Kerkhof was voorheen een professioneel shorttracker, maar moest deze carrière opgeven vanwege blessureleed. Kerkhof zei zijn ploegmaten Sjinkie Knegt en Niels Kerstholt in 2010 vaarwel en begon een nieuwe carrière in het simracen.

## Simracen en Formule 3
Na zijn vertrek uit het shorttrack begon Kerkhof met simracen. Hij deed mee aan professionele simraces in verschillende competities en behaalde daarin de wereldtop. Zijn snelle rondetijden bleven niet onopgemerkt en in december 2013 werd Atze gevraagd voor een testrit in een echte wagen bij de Formule 3. Mede door zijn, voor sportbegrippen, redelijk hoge leeftijd (hij was toen 27) en een gebrek aan sponsorbudget, heeft hij de overstap naar het echte autoracen echter niet kunnen maken. Sindsdien richt hij zich op het trainen en coachen van professionele autocoureurs.

## Max Verstappen
In de online racewereld leerde Atze Max Verstappen kennen. Samen oefenen ze regelmatig in hun eigen simulators. Atze rijdt ook voor een van de grootste simraceploegen ter wereld: Team Redline. Hier zitten ook Verstappen en Lando Norris bij aangesloten.